# Władysław Bieda

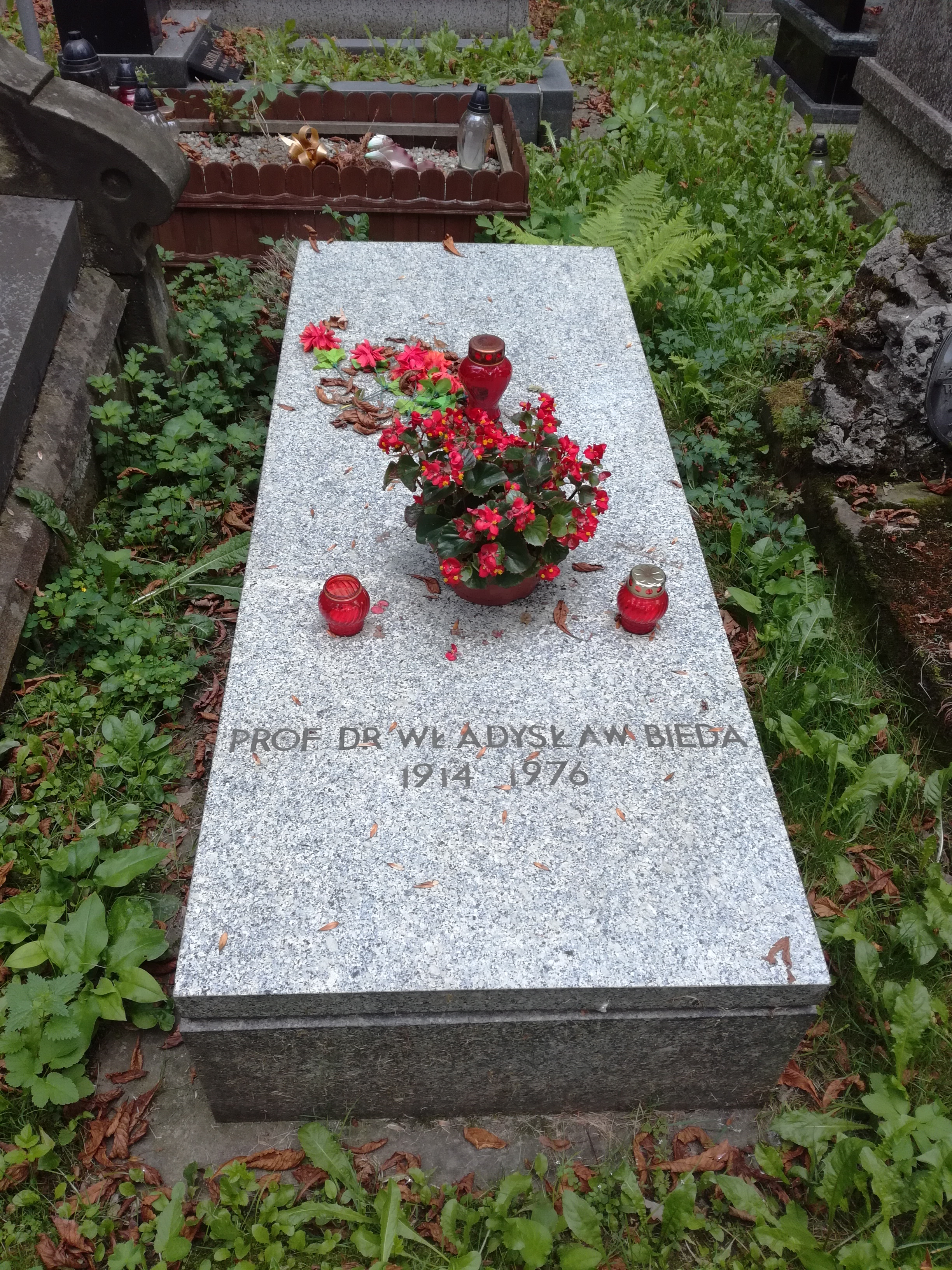
Nagrobek prof. Władysława Biedy

Władysław Bieda (ur. 15 maja 1914 w Sowlinach, zm. 21 listopada 1976 w Krakowie) – polski ekonomista.

## Życiorys
Absolwent Uniwersytetu Jagiellońskiego (1936). Podczas II wojny światowej w latach 1942-1945 więzień niemieckich obozów koncentracyjnych. Doktorat uzyskał w państwowym Instytucie Ekonomii w Moskwie w 1953, docenturę otrzymał w Wyższej Szkole Ekonomicznej w Krakowie w 1954 roku, a tytuł profesora w 1965.
Z WSE związany był w latach 1953–1973. Od 1953 do 1969 kierownik Katedry i Zakładu Ekonomi Politycznej WSE, od 1969 do 1972 dyrektor Instytutu Ekonomii Politycznej WSE, od 1954 do 1955 dziekan Wydziału Przemysłu WSE, w latach 1955–1956 oraz 1961–1962 prorektor, a w latach 1962–1968 rektor WSE. Był profesorem nadzwyczajnym Akademii Ekonomicznej w Krakowie.
Był żonaty, miał synów. Pochowany na cmentarzu Rakowickim w Krakowie (kwatera VII-płd-12 po prawej Vőckego).

## Odznaczenia
- Krzyż Oficerski Orderu Odrodzenia Polski
- Złoty Krzyż Zasługi
- Medal 10-lecia Polski Ludowej (15 stycznia 1955)[2]
- odznaczenia regionalne i resortowe